# Архиепархия Букаву
Архиепархия Букаву (лат. Archidioecesis Bukavuensis) — архиепархия Римско-Католической церкви с центром в городе Букаву, столице Демократической Республике Конго. В митрополию Букаву входят епархии Бутембо-Бени, Гомы, Касонго, Кинду и Увиры. Кафедральным собором архиепархии Букаву является церковь Пресвятой Девы Марии.

## История
26 декабря 1929 года Римский папа Пий XI издал буллу Vestigiis Decessores, учредил апостольский викариат Киву, выделив её из апостольский викариат Южного Конго (ныне — Епархия Калемие-Кирунгу).
10 января 1952 года апостольский викариат Киву передал часть своей территории для возведения нового апостольского викариата Касонго (сегодня — Епархия Касонго). В этот же день апостольский викариат Киву был переименован в апостольский викариат Костерманвиля, который 6 января 1954 года снова был переименован в апостольский викариат Букаву.
30 июня 1959 года апостольский викариат Букаву передал часть своей территории для возведения нового апостольского викариата Гомы (сегодня — Епархия Гомы).
10 ноября 1959 года апостольский викариат Букаву был преобразован в aрхиепархию буллой Cum parvulum Римского Папы Иоанн XXIII.
18 апреля 1962 года архиепархия Букаву передала часть своей территории новой епархии Увиры.

## Ординарии архиепархии
- епископ Edoardo Luigi Antonio Leys (1930—1944);
- епископ Richard Cleire (1944—1952);
- епископ Xavier Geeraerts (1952—1957);
- епископ Louis Van Steene (1957—1965);
- архиепископ Aloys Mulindwa Mutabesha Mugoma Mweru (1965—1993);
- епископ Christophe Munzihirwa Mwene Ngabo (1995—1996);
- епископ Emmanuel Kataliko (1997—2000);
- епископ Charles Kambale Mbogha (2001—2005);
- епископ François-Xavier Maroy Rusengo (2006 — по настоящее время).

## Источник
- Annuario Pontificio, Libreria Editrice Vaticana, Città del Vaticano, 2003, ISBN 88-209-7422-3
- Breve Apostolatus munus Архивная копия от 27 марта 2010 на Wayback Machine, AAS 5 (1913), стр. 25  (лат.)
- Breve Vestigiis Decessores Архивная копия от 27 марта 2010 на Wayback Machine, AAS 22 (1930), стр. 315  (лат.)
- Булла Cum parvulum Архивная копия от 9 апреля 2016 на Wayback Machine, AAS 52 (1960), стр. 372  (лат.)